# Acrophorus macrocarpus
Acrophorus macrocarpus là một loài thực vật có mạch trong họ Dryopteridaceae. Loài này được Ching & S.H. Wu miêu tả khoa học đầu tiên năm 1983.